# Revue EPIC
La revue EPIC est une revue de 184 pages consacrée à la photographie documentaire, de voyage ou de rue lancée en janvier 2021. Il s'agit d'une relance du titre EPIC-stories.
Sans publicité, elle est imprimée en France et diffusée essentiellement sur abonnement ou en librairie.

## Lancement
Le premier numéro de revue EPIC parait en janvier 2021, à l'issue d'une campagne de financement participatif réalisée sur la plateforme kisskissbankbank.

## Historique
La revue EPIC a d'abord existé sous le titre "EPIC-stories" de 2014 à 2017.
Initialement le projet est un format pure-player qui entend proposer des portfolios ou récits en images réalisés par des photoreporter.
Le site est accessible gratuitement - les auteurs sont rémunérés par la possibilité offertes aux internautes de commander certaines images issues des séries présentées sous forme de tirage numéroté, avec ou sans encadrement.
Ce modèle perdure quelques mois avant la création d'une revue trimestrielle papier de 104 pages présentant 4 auteurs dans chaque numéro et les coulisses de leurs histoires.
Cette revue entend mettre en avant et soutenir le travail des jeunes photoreporters indépendants. 
Le titre cesse sa parution au printemps 2017, faute de débouchés économiques pertinent.
EPIC-stories était née initialement de la lecture et de la parution en 2013 du Manifeste XXI - un autre journalisme est possible, dans lesquels Laurent Beccaria et Patrick de Saint Exupéry fondateurs de la revue du même nom, pointaient la nécessité d'envisager de nouveaux modèles économiques pour la presse.

## Contenu

### Quatre grands récits en images
La revue EPIC publie principalement quatre grand récits en images par numéro. Elle accorde une place très importante à la narration par l'image.
Chacun de ces récits en images se décline sous la forme d'un portfolio de 24 à 28 pages, suivi d'une longue interview avec la ou le photographe, revenant sur son parcours et sur les coulisses de la série qu'il présente, et agrémenté de pages annexes, proposant des pistes de lectures sur le sujet, focus particuliers ou infographies.

### Un rubriquage minimaliste
- Canevas - en début de volume, des images repérées par les membres de la rédaction sur le réseau social Instagram à l'aide d'un hashtag précis et auxquelles il est décidé d'offrir une deuxième vie en format papier.
- Zoom : une exposition, une monographie de photographe célèbre mise en avant avec la complicité du site phototrend.fr. Déjà publiés: Shomei Tomatsu, Gilles Caron, Samuel Fosso, Eric Bouvet, Helmut Newton, Graciela Iturbide...
- L'oeil et la plume : Un entretien entre une / un auteur de littérature et son rapport à la photographie. Déjà publiés: Sandrine Roudeix, Pierre Assouline, Jérôme Ferrari, Metin Arditi, Alfred de Montesquiou, Aimée de Jongh...
- Dysturb: le décryptage pédagogique d'une image liée à l'actualité récente, en lien avec le collectif Dysturb.
- Morceaux Choisis: une playlist des musiques écoutées par des photographes publiés dans chaque numéro.

## Format
Entre magazine et livre d'art, la revue se distingue par un format en dos carré avec couture apparente, permettant une lecture à plat. La maquette privilégie de grandes doubles-pages et des choix iconographiques minimalistes. C'est davantage la taille de l'image qui sera plébiscitée au profit du nombre.

## Absence de publicité
La revue s'inscrit dans la tradition de médias jeunes désireux de ne pas dépendre d'éventuels annonceurs. A la place de la publicité, les pages de la revue sont plus simplement rythmées par de la poésie.

## Comité éditorial
La revue EPIC s'appuie sur un réseau de professionnels de la photographie, photographes, iconographes, directeur de photographie ou d'agence photographique pour repérer les talents publiés dans ses pages.
Parmi eux, outre les deux fondateurs Jean-Matthieu Gautier et Ambroise Touvet, on compte : Simon Danger — Wilfrid Esteve — Corentin Fohlen — Agathe Kalfas — Cloé Kerhoas Ozmen — Maxime Riché — Cédric Roux — Eléonore Simon.